# Хіміч Микола Іванович
Хіміч Микола Іванович — військовик.

## Біографія
З міщан міста Золотоноша Полтавської губернії. Православного віросповідання.
Загальну освіту здобув у Новоград-Волинському двокласному міському училищі.
3 березня 1900 року вступив у службу рядовим на правах вільновизначається 2-го розряду.
У квітні 1905 року закінчив Чугуївське піхотне юнкерське училище (по 1-му розряду) і був виготовлений із фельдфебелів у підпоручики (зі старшинством з 9 серпня 1904 року) з призначенням на службу в 19-й піхотний Костромський полк (р. Житомир).
Учасник Російсько-японської війни.
До кінця 1904 року 19-й піхотний Костромський полк був відмобілізований і передислокований із Житомира до Маньчжурії, на театр бойових дій, але у битвах не брав участі. Чи не брав участь у битвах і підпоручик Химич, що прибув у полк, на театр військових дій, у травні 1905 року.
10 жовтня 1908 року зроблений в поручики; молодший офіцер.
У 1912 році закінчив Імператорську Миколаївську академію Генерального штабу (закінчив по 1-му розряду курс 2-х основних класів та додатковий клас).
20 травня 1912 року переведений до 168-го піхотного Миргородського полку (м. Київ), а 15 листопада того ж року здійснено в штабскапітани. Був зарахований до Генерального штабу.
З жовтня 1913 року відряджено на один рік до 19-го піхотного Костромського полку (м. Житомир) для цензу за командуванням ротою; з 21.10.1913 — командувач 14-ї роти.
На 1914 року — одружений; мав сина Ігоря (нар. 1914 — пом. 27.04.1928, Франція).
Учасник Першої світової війни. З початком війни переведений у кадри Генерального штабу. З серпня 1914 року — старший ад'ютант штабу 58-ї піхотної дивізії. 16 листопада 1914 року зроблений капітанами (зі старшинством з 9 серпня 1914 року).
19 січня 1915 року призначений оберофіцером для доручень при штабі 28-го армійського корпусу, 7 липня того ж року — у розпорядження начальника Генерального штабу, 1 жовтня — старшим ад'ютантом штабу 108-ї піхотної дивізії, а 24 грудня 1915 року — виправляє посаду штаб-офіцера для доручень при штабі 23-го армійського корпусу.
10 квітня 1916 року призначено в. д. помічника старшого ад'ютанта оперативного відділення генерал-квартирмейстера штабу 6-ї армії, а 15 серпня того ж року здійснено у підполковники із затвердженням на посаді.
У 1917 році був призначений і. д. начальника штабу 167-ї піхотної дивізії, а 15 серпня того ж року здійснено у полковники Генштабу (зі старшинством з 06.12.1916); 3 вересня 1917 року відрахований з посади з призначенням в резерв чинів при штабі Київського військового округу.
З 2 квітня 1918 року служив в українській армії генерала Скоропадського. На 21 листопада 1918 — полковник, штаб-офіцер для зв'язку з німецькою владою в Таврії (м. Мелітополь).
Наприкінці 1918 року перейшов на службу в Добровольчу армію. Був начальником штабу 1-ї Терської козацької дивізії, до 15 червня 1919 року був відряджений у розпорядження генерал-квартирмейстера штабу Кавказької армії . Був тяжко поранений 15 серпня 1919 року. Влітку 1920 року повернувся до Криму, до Терської дивізії. Брав участь у боях у Північній Таврії. Виготовлений у генерал-майори.
З 1921 року — на еміграції в Югославії, з 1924 року — у Франції. Довгий час був начальником підвідділу РОВС у Ліоні. Випустив французькою мовою книгу про російську армію.
Помер у 1967 році у Вітрі-сюр-Манс. Похований на цвинтарі міста Гре.

## Нагороди
- Орден Святого Станіслава 3-ї ст. «Ша відмінно-дбайливу службу та праці, понесені під час військових дій» (ВП від 11.03.1907).
- Темно-бронзова медаль «На згадку про російсько-японську війну» (1907).
- Орден Святої Анни 3-ї ст. (ВП від 19.05.1912).
- Світло-бронзова медаль «На згадку про 100-річчя Вітчизняної війни 1812» (1912).
- Світло-бронзова медаль «На згадку про 300-річчя царювання будинку Романових» (1913).
- Орден Святої Анни 2-ї ст. з мечами (ВП від 24.01.1915).
- Орден Святої Анни 4-ї ст. з написом «За хоробрість» (ВП від 15.06.1915).
- Орден Святого Володимира 4-ї ст. з мечами та бантом (ВП від 25.06.1915).
- Орден Святого Георгія 4-ї ст. (ВП від 29.11.1916).

- Старшість у чині підполковника — з 15 серпня 1914 року (ПАФ від 30.07.1917).